# Prințesa Cecilie a Greciei și Danemarcei
Prințesa Cecilie a Greciei și Danemarcei (greacă Πριγκίπισσα Σεσίλια της Ελλάδας και Δανίας) (22 iunie 1911 – 16 noiembrie 1937) a fost a treia soție a Marelui Duce George Donatus de Hesse și sora Prințul Filip, Duce de Edinburgh care era soțul reginei Elisabeta a II-a a Regatului Unit.

## Biografie

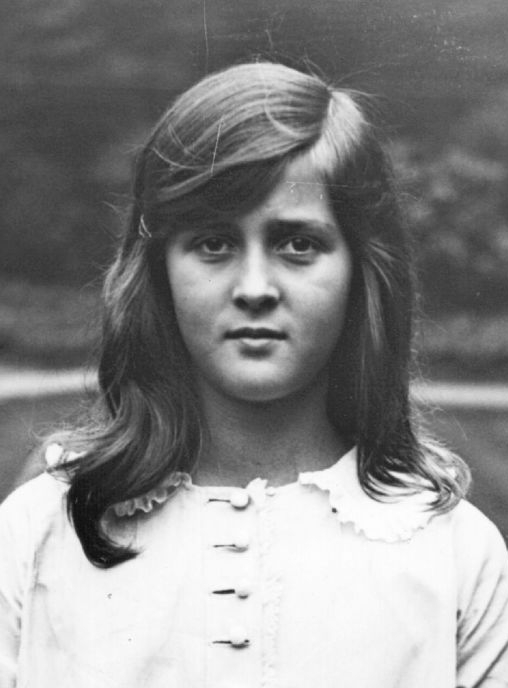
Cecilie în copilărie.

Cecilie a fost al treilea copil al Prințului Andrew al Greciei și Danemarcei și a Prințesei Alice de Battenberg. S-a născut la 22 iunie 1911 la Palatul Regala Tatoi din Grecia, situat la 15 km nord de Atena. Deși a primit numele Cecilie, în familie era cunoscută ca Cécile.
Cecilie a fost botezată la Tatoi la 2 iulie 1911. Nașii ei au fost regele George al V-lea al Regatului Unit, Marele Duce Ernst Louis de Hesse, Prințul Nicolae al Greciei și Ducesa Vera de Württemberg.
Prin tatăl ei Cecilie era nepoată a regelui George I al Greciei și a reginei Olga (nepoată a Țarului Nicolae I al Rusiei). Prin mama ei era stră-strănepoată a Prințesei Alice a Regatului Unit (fiică a reginei Victoria).
La 2 februarie 1931 la Darmstadt Cecilie s-a căsătorit cu Georg Donatus, Mare Duce de Hesse și au avut patru copii. La 1 mai 1937 Cecilie și soțul ei au aderat la Partidul nazist.
La 16 noiembrie 1937, Georg Donatus, Cecilie, cei doi fii ai lor mai mari, mama lui Georg, Marea Ducesă Eleonore, au părăsit Darmstadt, unde au participat la funerariile tatălui lui Georg, spre Londra unde trebuia să aibă loc nunta fratelui lui Georg, Prințul Ludwig. Avionul a lovit un coș de fum al unei fabrici, s-a prăbușit în flăcări, ucigând pe toți cei aflați la bord. Cecilie era însărcinată în luna a opta cu cel de-al patrulea copil.
Cel mai mic copil al Ceciliei, Prințesa Johanna, nu a fost în avion și a fost adoptată de unchiul ei Prințul Louis de Hesse și de Rin însă micuța a murit de meningită după un an și jumătate.